# Сідні (річка)
Річка Сідні — коротка річка, розташована в окрузі Кейп-Бретон, Нова Шотландія, Канада. Історично вона також згадувалася як Іспанська річка  з французької назви естуарію 18 століття Baie d'Espagnols. Вона служить межею громад Коксгіт і Вестмаунт на північному березі річки від Гові-Центру, Сідні-Рівер і Сідні на південному та східному берегах.
Річка Сідні бере початок в озері Блекетс і протікає 12,5 км до свого гирла, між берегом Вестмаунт біля Амеліа-Пойнт і Батері-Пойнт на березі Сідні, на південній рукаві Сіднійської гавані, площа водозбору 140 км2.:6 на південь від гребня пагорбів Коксгіт. Останні 7 км річка є гирловою нижче «Дамби Сіско » в районі Сідні-Рівер. Дамба була побудована в 1902 році, перетворивши ділянку річки безпосередньо над дамбою з припливного лиману на озеро з прісною водою. :6 На площі водозбору розташовано понад 2000 будинків.
Долина річки Сідні є льодовиковою з масивними відкладами, камами, ескерами та гравієм, що створює низку неглибоких озер, з'єднаних вузькими протоками. Ця низька долина була традиційним маршрутом подорожей у каное, який використовувався мікмаками для подорожей між Сіднійською гаванню та Східною затокою озера Бра-д'Ор. Річка є одним із двох канадських водних басейнів, де відома популяція жовтої мідії. Жовті мідії знайдено над дамбою, побудованою в 1902 році,  :6що збільшило площу прісноводного середовища проживання, придатного для мідії, у басейні річки:8.